# 曼谷馬來語
曼谷马来语是在曼谷及周边生活的马来族使用的马来语方言。它来自泰国南部地区马来社区的混合，逐渐成了一种有自己特色的马来语方言。虽然曼谷马来语展现出一些阿瑜陀耶王国时代的特征，曼谷马来语的出现不会早于来自吉打、吉兰丹、泰国南部三府、沙敦府、登嘉楼和北大年府亚灵县的被驱逐者于1786年、1791年和1832年在这些地方定居。

曼谷马来语使用者遍及城市，更高的密度飞地则分布在曼谷特库县、曼柯廉县、帕卡隆县、空讪县、民武里县、廊卓县、吞武里县、邦巴沙都拍县、差春骚府邦南表县和沙没巴干府帕巴登县。

曼谷马来语有几种变体，形成的原因是不同时代、不同来源的马来定居者。曼谷马来语基本上基于北大年马来语，在南部受着明显影响。这使得曼谷马来语可以构成北大年马来语下独立的一支方言。另一值得注意的曼谷马来语次方言分布在Bang Kraso，暖武里府邦博通县和巴革县的方言体现出强大的吉打马来语影响，这与这一地区大部分马来人是18世纪从吉打被驱逐出境的后裔的事实一致。
随着城市化和泰化的进程，曼谷马来语目前对40岁以上的人来说很受限，在年轻人中的流利度也不尽相同。

## 书目
- Umaiyah Haji Umar (2003), The assimilation of Bangkok-Melayu communities in the Bangkok metropolis and surrounding areas, 安娜堡: 密歇根大学, 在线版本 （页面存档备份，存于）
- Umaiyah Haji Umar (2007), Language and Writing System of Bangkok Melayu", International Conference on Minority Languages and Writing Systems, online edition （页面存档备份，存于）
- Umaiyah Haji Umar. . Journal of Language and Culture. 2005, 24 (2): 5–22  [28 September 2016]. （原始内容存档于2016-10-02）.
- Siti Munirah binti Kassim (2014),  Sosio Budaya dan Identiti Etnik Melayu di Thailand, 吉隆坡:Jabatan Pengajian Asia Tenggara, 马来亚大学, 在线版本 （页面存档备份，存于） （馬來語）